# Königstein (Sächsische Schweiz)
Königstein este o oraș situată pe înălțimea cu același nume de pe malul Elbei, landul Saxonia, Germania. Orașul este centrul administrativ al asociației municipale Königstein.

## Date geografice și demografice
Königstein este situat între Pirna și granița cu Cehia la gura de vărsare a râului Biela în Elba în sudul districtului „Sächsische Schweiz”, Germania. Regiunea Sächsische Schweiz prezintă o serie de formațiuni stâncoase curioase formate prin acțiunea de erodare a pâraielor din regiune. Fortăreața Königstein se află pe o stâncă de gresie deasupra cursului fluviului Elba. Pereții vericali stâncoși de la Nicolsdorf sunt un punct de atracție pentru geologi, ca și pentru alpiniști. Printre alte curiozități se poate aminti platoul Pfaffenstein (Stânca Popii) care este la marginea parcului național fiind declarat monument al naturii, sau „Nadel der Barbarine” (Acul Barbarinei) care are o înălțime de 35 de m. In regiune s-au mai făcut o serie de descoperiri arheologice din epoca bronzului.

## Locuitori
- 1300: 250 locuitori
- 1445: 29 case- și gospodării (corespunde la ca. 200 locuitori)
- 1501: 35 case- și gospodării (corespunde la ca. 240 locuitori)
- 1550: 341 locuitori - calculat după impozite, vgl. BLASCHKE 2003
- 1779: 271 comunități cu 667 locuitori peste 10 ani
- 1794: 946 locuitori
- 1801: 1.077 locuitori
- 1815: 1.364 locuitori
- 1834: 2.349 locuitori, 248 case (fără Fortăreață cu Halbestadt, Ebenheit, Hütten si Strand), in oras probabil 165 case cu 1.673 locuitori
- 1900: 4.274 locuitori
- 1946: 5.139 locuitori
- 1990: 3.625 locuitori
- 1998: 3.256 locuitori, 661 case de locuit, 1.664 locuințe
- 2005: 2.847 locuitori, 680 case de locuit, 1.673 locuințe
- 2006: 2.822 locuitori